# Штрейкбрехерство

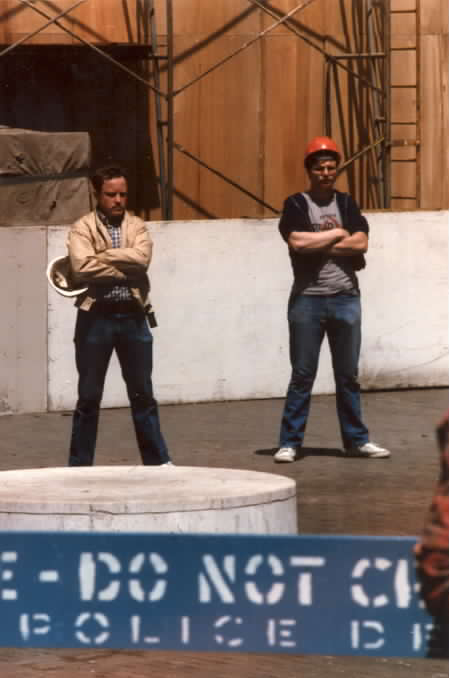
Штрейкбрехери під час страйку в Чикаго, 1986 рік

Штрейкбре́херство (нім. Streikbrecher, від Streik — «страйк» і brechen — «ламати, зривати»), іноді також вживається калька страйколо́мство, страйкола́мство — участь осіб у роботі підприємства, всупереч волі працівників, які оголосили страйк. Штрейкбрехером називають людину, яка працює, незважаючи на страйк, відмовляється брати участь в бастуванні. Штрейкбрехери, як правило, особи, які не є співробітниками компанії, а тимчасово наймаються на роботу до або під час страйку, щоб зберегти виробництво.
В широкому значенні — зрадник, людина яка зрадила спільні або класові інтереси.